# Agustín Fernando Muñoz y Sánchez

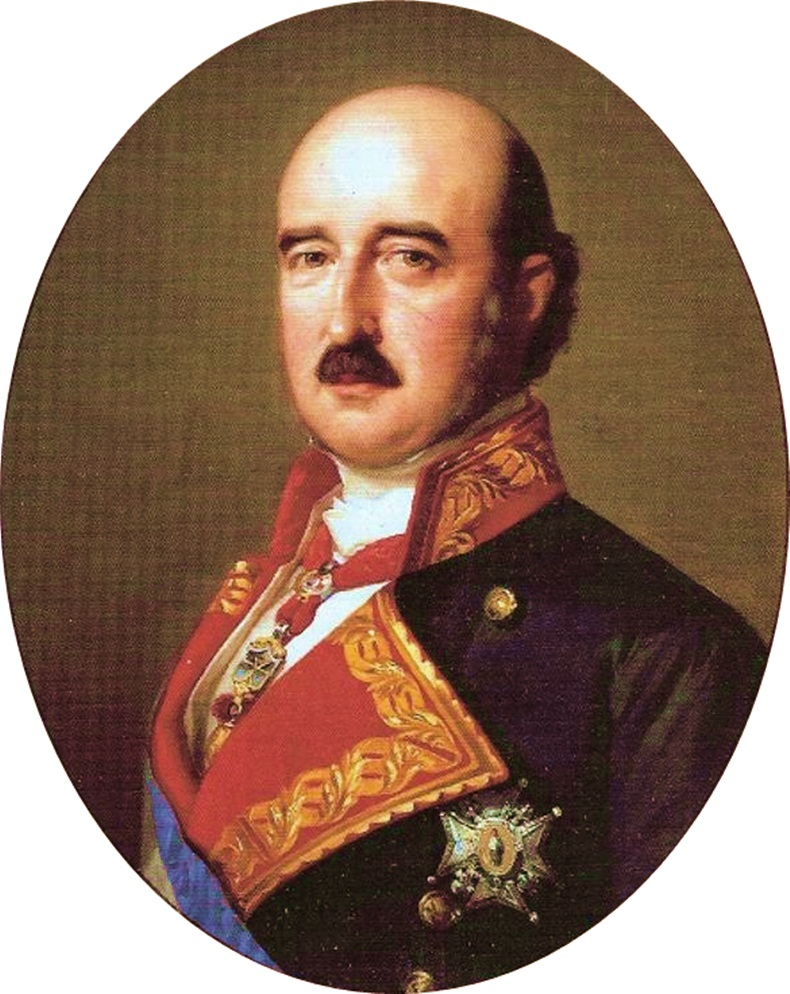
Agustín Fernando Muñoz y Sánchez.

Agustín Fernando Muñoz y Sánchez, Herzog von Riánsares (* 4. Mai 1808 in Tarancón, Provinz Cuenca; † 11. September 1873 in Le Havre) war der morganatische Ehemann von Maria Christina von Neapel-Sizilien, der Königin und Regentin Spaniens.

## Leben
Muñoz war Sohn eines Tabakladenbesitzers in Tarancón und trat der Leibgarde bei, wo er die Aufmerksamkeit der Königin erregte. Bald nach dem Tod König Ferdinands VII. am 29. September 1833 heiratete sie ihn am 28. Dezember 1833 in einer geheimen Zeremonie. Eine öffentliche Heirat hätte sie ihre Regentschaft, basierend auf der Vormundschaft über ihre Tochter Isabella, verlieren lassen. Agustín Muñoz’ Ehe mit ihr war aber öffentlich bekannt.
1840 wurde die Situation unhaltbar, und das Paar begab sich nach Frankreich und Rom ins Exil. Nach dem Sturz Baldomero Esparteros – der seit 1841 die Regentschaft ausgeübt hatte – im Jahr 1843 kehrten Muñoz und Maria Christina nach Spanien zurück.

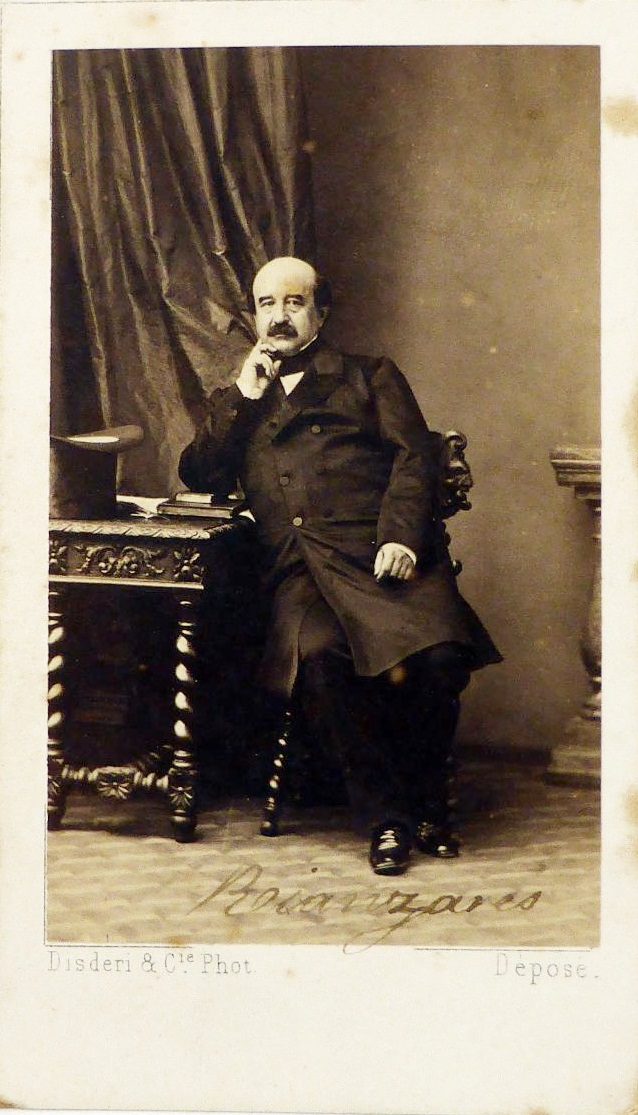
Agustín Fernando Muñoz y Sánchez

1844 gab die nun für volljährig erklärte Isabella II. ihr Einverständnis zur Ehe. Muñoz wurde zum Herzog von Riánsares und Ritter des Ordens vom Goldenen Vlies ernannt. Später folgte die Ernennung zum Marqués de San Agustín. Louis Philippe von Frankreich ernannte ihn zum Herzog von Montmorot und verlieh ihm das Großkreuz der Ehrenlegion.
1854 mussten er und Maria Christina Spanien endgültig verlassen. Er starb am 11. September 1873 in Le Havre in der Nähe von Sainte-Adresse. Sein Grab befindet sich auf dem Friedhof Santuario de Nuestra Señora de Riánsares in Tarancón.

## Nachkommen

Wappen des Herzogs von Riánsares

Aus der Ehe gingen folgende Kinder hervor:
- María Amparo Muñoz, Gräfin von Vista Alegre (1834–1864)
- María de los Milagros Muñoz, Marquesa de Castillejo (1835–1903)
- Agustín Muñoz, Herzog von Tarancón (1837–1855)
- Fernando Muñoz, Herzog von Riánsares (1838–1910)
- María Cristina Muñoz, Marquesa de la Isabela (1840–1921)
- Juan Muñoz, Graf vom Recuerdo (1844–1863)
- José Muñoz, Graf von Gracia (1846–1863)